# سرمة لو
سرمة لو هي قرية في مقاطعة ملكان، إيران. عدد سكان هذه القرية هو 595 في سنة 2006.